# 高赫斯巴赫河
49°21′41″N 11°10′25″E / 49.36139°N 11.17361°E

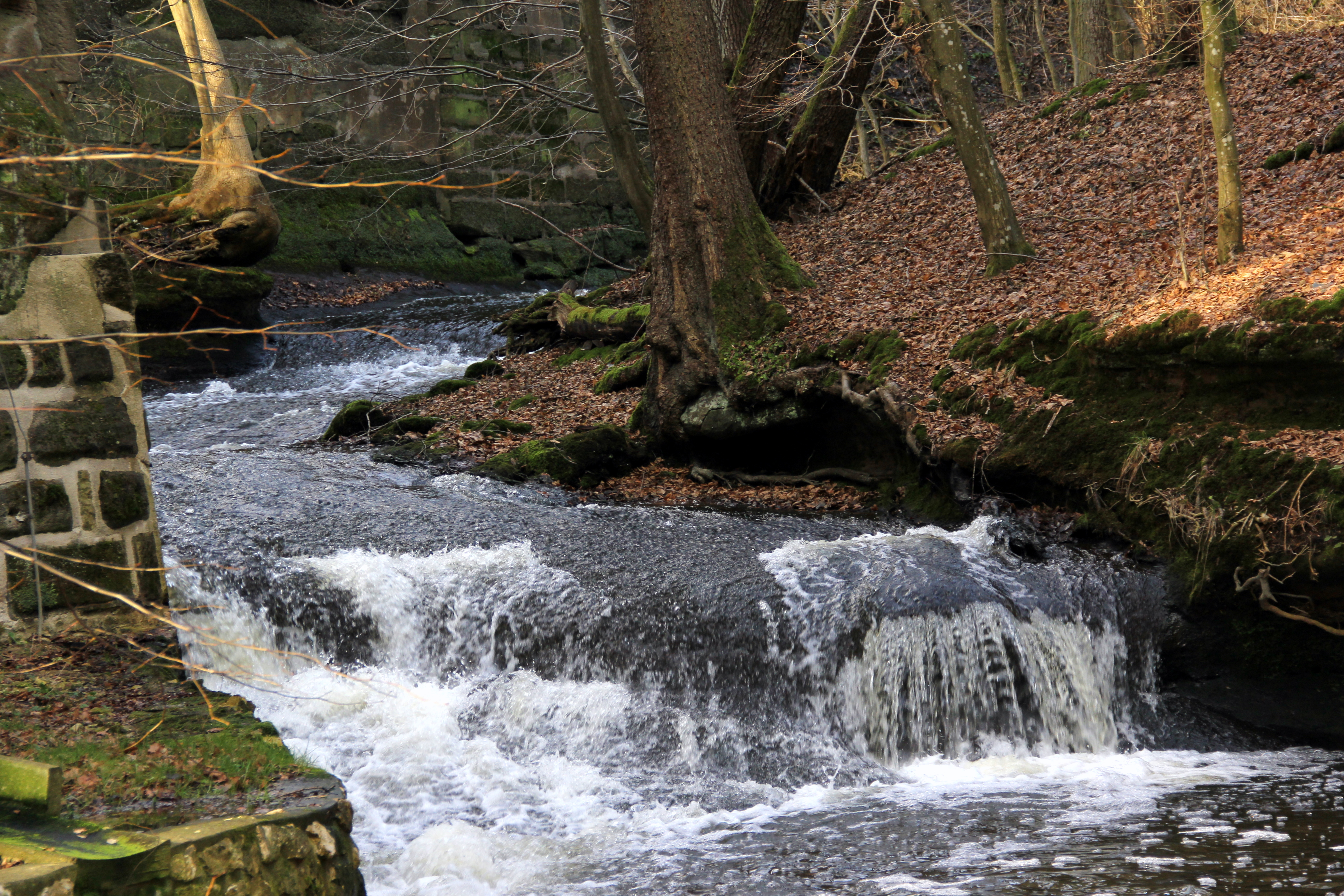

高赫斯巴赫河是德國的河流，位於該國東南部，由巴伐利亞負責管轄，屬於施瓦察赫河的右支流，河道全長14.5公里，流域面積54.6平方公里。